# International Surfing Association
La International Surfing Association (ISA) è la federazione sportiva internazionale, riconosciuta dal CIO che governa lo sport della surf.

## Curiosità
La ISA è l'unica tra le 32 federazioni membri dell'IWGA il cui sport non ha ancora mai fatto parte del programma dei World Games. Affiliata nel 2005, in vista di una presenza della disciplina ai World Games 2009 , la cosa non si verificò.